# 隆貴公園
隆貴公園，澎湖縣公園，位於馬公市市區光復里新村路與新生路交界口，鄰近舊台電電廠園區（澎湖發電廠）與一新社聖真寶殿。隆貴公園於2001年7月20日落成，2018年因澎湖縣政府通過新台幣2,582萬的「開闢連通新村路－隆貴公園－海埔路車行道路案」，決議拆除隆貴公園，引發地方爭議。23°34′08″N 119°34′15″E / 23.568822°N 119.570843°E

## 沿革
隆貴公園位於馬公市光復里，緊鄰舊台電發電廠（澎湖發電廠），面積380平方公尺，施工日期自2001年5月3日迄於同年7月20日竣工，共斥資新台幣88萬元整，時任澎湖縣長賴峰偉曾於2001年8月10日親臨剪綵，施工過程中蒙馬公港檢疫所所長鄧隆貴與其家屬鼎力相助，故名「隆貴公園」，以誌銘謝。隆貴公園啟用之後，賴峰偉特地發表〈隆貴公園社區新生〉一文銘念，現今為馬公市區中少有的社區公園，同時也是供流浪動物棲息的友善環境。

## 開闢連通新村路－隆貴公園－海埔路車行道路案

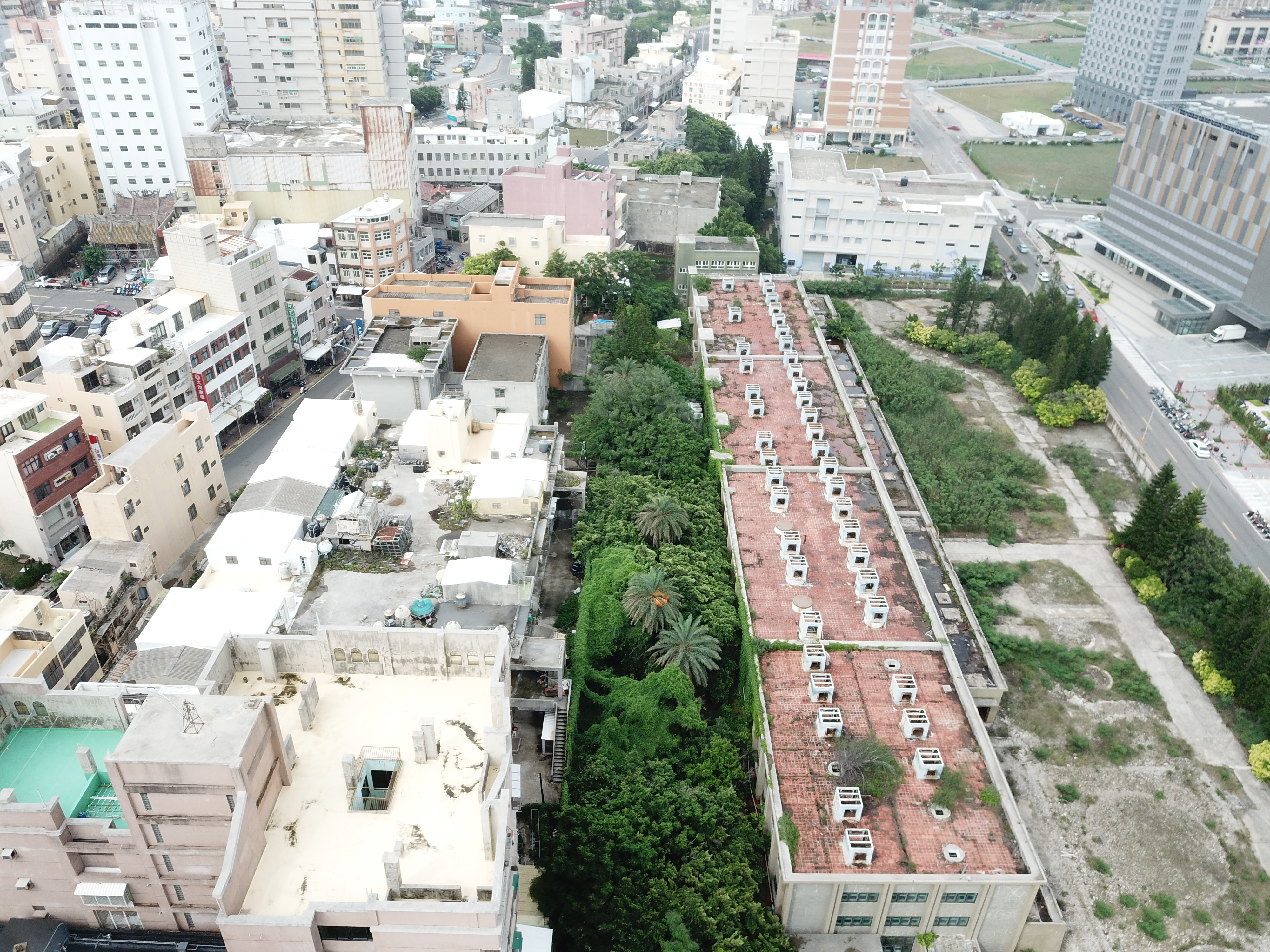
台電馬公市舊廠房（澎湖發電廠）

### 建案背景
位於光復里的台電舊電廠的廠房因廢置多年，澎湖縣第18屆縣議員的陳海山（第12屆－第19屆縣議員，任期：1990年－2022年）自王乾發縣長任內（2008年－2014年），便提出「開闢連通新村路－隆貴公園－海埔路車行道路」相關計畫案，並另闢80格的停車場。
2015年，尖山發電廠廠長歐致誠本提出「舊電廠建物保存計畫」，卻被陳海山議員駁斥台電舊廠房不僅無保存價值可言，直言「沒有特色的建物該拆就拆」，且舊廠房園區妨礙市區車輛通往馬公港之間的交通安全，力主拆除廠房以闢建道路，拆除範圍包括隆貴公園。
2016年11月8日，澎湖縣建設處與台電公司達成共識，將「開闢連通新村路－隆貴公園－海埔路車行道路」一案納入澎湖縣政府都市計畫，並轉呈內政部都市計畫審議委員會。
2017年10月，澎湖縣長陳光復於該年度第8次主管工作會報公開允諾：「開闢連通新村路－隆貴公園－海埔路車行道路」一案將於隔年三月發包。
2018年6月初，陳海山議員再度針對「新村路通路案」提出質詢，澎湖縣建設處處長薛宏營遂向澎湖縣議會提出2,582萬元的墊付案，若議會通過墊付案可望於8月動工。陳海山議員當庭表示拆除經費應由台電公司支付，但議會仍可通過墊付案，明訂8月15日為動工的日程，並表示此案若持續延宕，便是「建設處長！不是你（薛宏營）走，就是我走！」

### 消息頒布

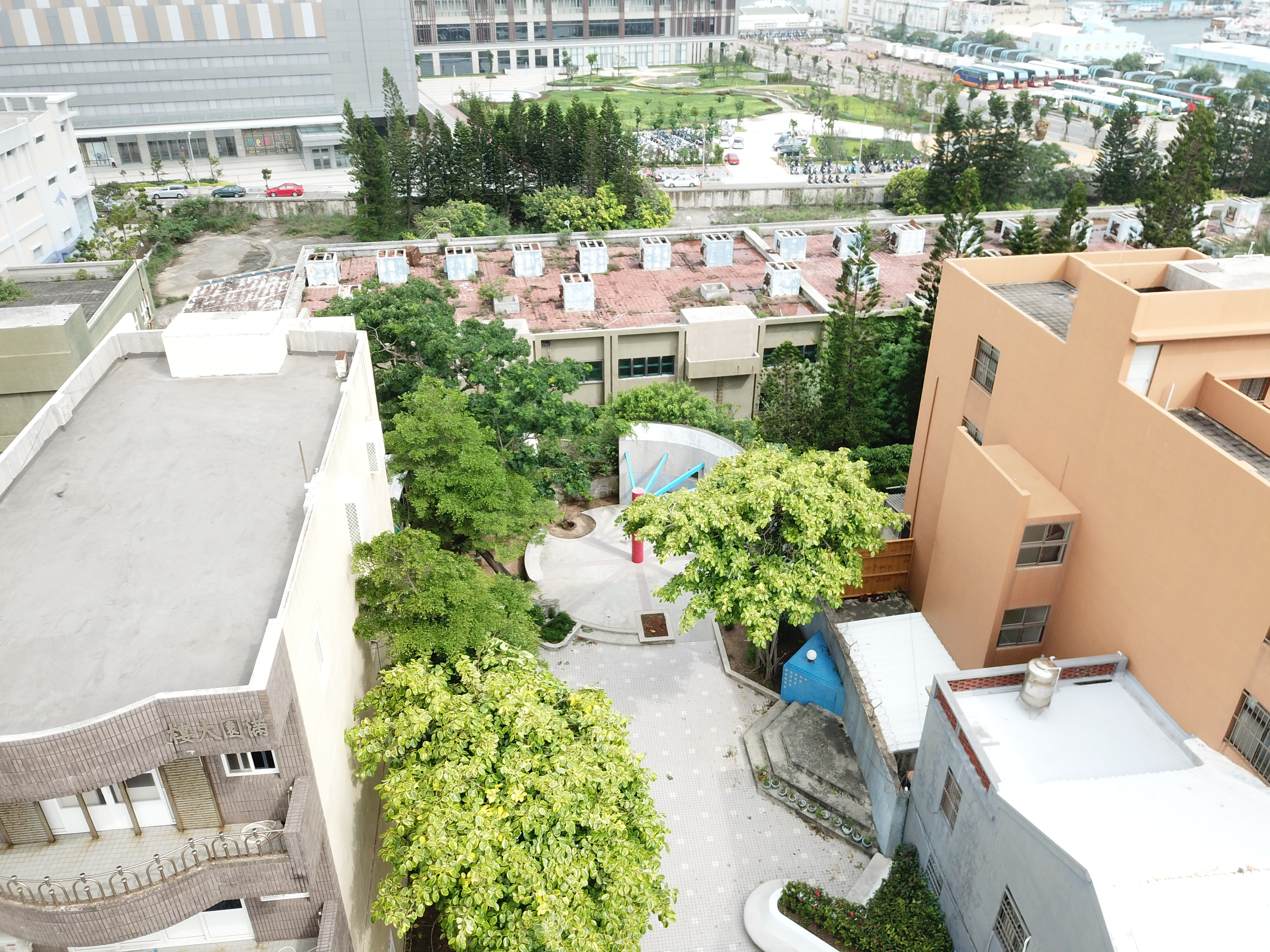
隆貴公園－澎湖發電廠舊廠房－免稅商店（由近至遠）

2018年7月31日，光復里居民連同第19屆澎湖縣議員候選人冼義哲和澎湖青年陣線成員於隆貴公園召開記者會，舉辦「搶救公園，保護老樹」自發性活動，表達對此開路案的反對立場，現場尚有美籍動物保育人士 Flame Simcox 到場聲援。
光復里居民抨擊澎湖縣議會決策草率，嚴正表示海埔路上的免稅商店暨飯店自2018年開幕之後，車流量並未見顯著增長，且鄰近300公尺內便有四線道的北辰街通行至海埔路，新村路貫通海埔路之工程不僅浪費公帑、更毫無必要性可言，且商議過程不透明，有失程序正義；又，拆除公園之決議，事先並無知會當地居民，完全不尊重光復里居民意見；更有甚者，後方台電舊電廠區更是整個媽宮老城區僅存的森林覆蓋綠地，有開發成「觀光區」之潛力與價值，亦不應如此輕率拆除。
建設處副處長林文藻僅表示，此案尚在研議評估階段，絕無8月15日動工拆除之情事。
2018年8月7日，澎湖縣政府頒佈人事異動命令，原建設處處長薛宏營調任縣府農漁局局長，建設處處長替換為非工程專業出身的盧春田，此人事異動案被質疑與陳海山議員有涉。

### 公告招標
2018年11月16日，澎湖縣工務處發布此案工程招標；11月28日，澎湖縣政府發布公告，訂於12月4日召開「台電舊發電廠周邊地區公共設施工程」地方說明會，當選第19屆澎湖縣議員的陳海山亦在出席之列。

### 地方說明會
2018年12月4日，建設處如期召開「地方說明會」，府方說明代表為建設處長盧春田與縣政顧問郁國麟（土木工程專業），提案的第19屆澎湖縣議員陳海山並未出席。反對此建案的居民自組「隆貴公園自救會」，明言不反對開發，但只為將新村路延伸至海埔路，距離僅120公尺的工程款項卻高達新台幣2,582萬元，嚴正質疑其必要性、同時縣府曾於11月16日舉辦第一次說明會，光復里辦公室與鄰近居民先前竟無收到任何開會通知，斥責縣政府行政程序瑕疵；此外，應屆縣長陳光復僅剩一個月的任期，實在不宜再執行此一大型工程。
建設處長盧春田面對民眾質疑，表示此案自1989年開始規劃，期間公聽會的舉辦一切符合行政程序。縣府顧問郁國麟則附議表示，此開發案會保留隆貴公園的十株老樹與台電舊電廠百分之六十的綠地，且舊電廠六百坪土地乃工業區轉商業區使用，縣府預計能從台電公司獲取新台幣兩億左右的回饋金（一坪約40萬），對地方發展大有裨益，光復里居民若有任何疑慮，可親赴建設處城鄉發展科檢閱完整計劃草圖。

### 拆除衝突

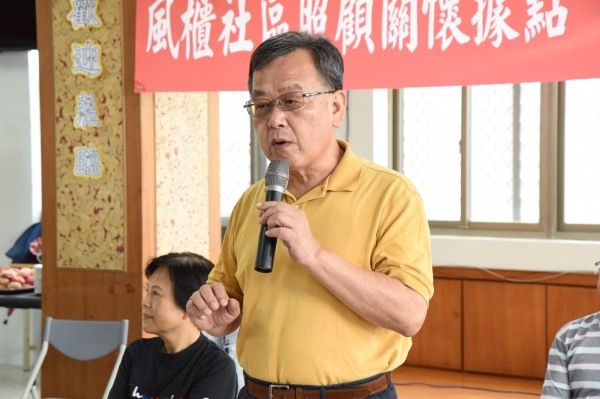
第18屆澎湖縣長賴峰偉

2019年2月15日，澎湖縣政府人員率同建商意圖強行拆除隆貴公園，遭到光復里居民抗議，里長與居民質疑行政程序的合宜性，其中建設處城鄉發展科科長陳韋成當眾出言「政府都有完成程序，是民眾失職」一詞，引發民眾強烈不滿、差點爆發肢體衝突。
2019年2月16日，包商施工之前發現工程鑑界問題，「隆貴公園自救會」批評縣政府連施工範圍都搞不清楚，嚴正質疑陳韋成「政府都有完成程序」之說不足為信。
2019年2月20日，「隆貴公園自救會」代表人曾宥輯與「澎湖青年陣線」成員冼義哲、王南昕等為向第18屆澎湖縣長賴峰偉陳情，率眾來到澎湖縣政府議會大樓集合表達立場。曾宥輯、冼義哲等提出「立即停止台電舊發電廠周邊地區公共設施相關工程，並重新檢討都市計畫變更及本案諸多行政程序瑕疵」、「將隆貴公園原地保留，澎湖發電廠與老樹再利用，善盡環境永續發展、文化資產保存之責」等多項訴求，現場尚有美籍動保人士 Flame Simcox 及代表台灣參加奧運的帆船國手張浩的美籍教練 Michael 到場聲援，賴峰偉對此表示此案將會與第19屆澎湖縣議員共同研議。

### 北上陳情
2019年3月15日，曾宥輯與澎湖青年陣線成員北赴台北的營建署、文化部及監察院陳情，積極喚起中央正視，重新評估此「都市計畫開發案」，以期達到保留公園綠地，百年電廠舊址原地保留的目的。

### 文資審查
2019年3月27日，文化部文化資產局來函，建請澎湖縣政府依照〈文化資產保存法〉規定審理台電廠房文資價值。4月9日，澎湖縣文化局發文予「隆貴公園自救會」代表曾宥輯，謹訂4月10日上午十點偕同縣政府審查委員現場評估，審查委員包括鄭明源（前澎湖縣政府秘書長）、陳英俊（澎湖縣文史工作者、建材商）、陳清志（前澎湖縣政府工務局長）、陳順建（前澎湖縣政府建設處副處長）、王鏘魁（澎湖縣文化局副局長）。

## 拆除
2019年8月3日，澎湖縣政府決議開路，特地於周末動工拆除位於馬公市光復里的澎湖發電廠廠房與隆貴公園，引發當地團體不滿。

### 2018年

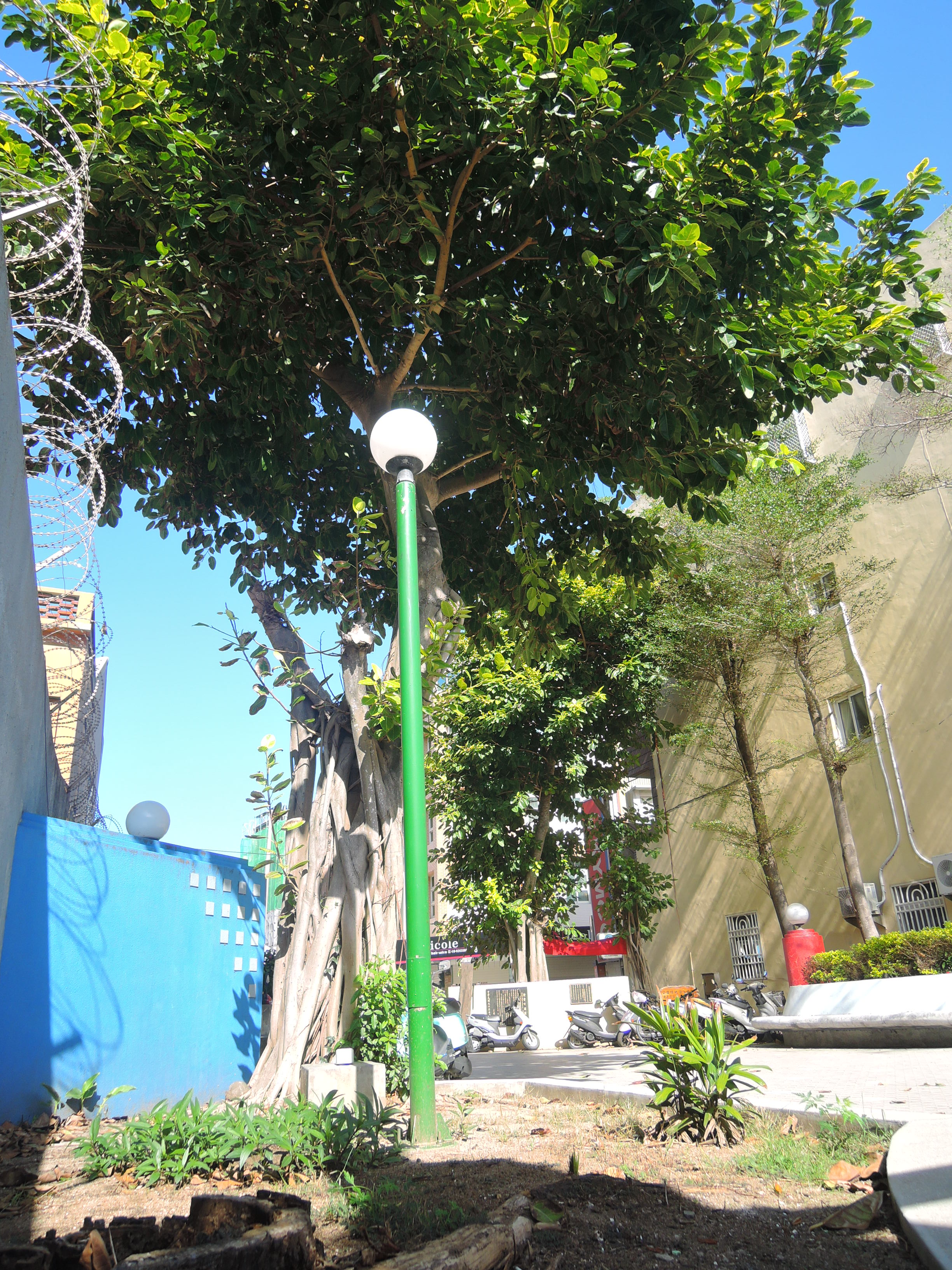
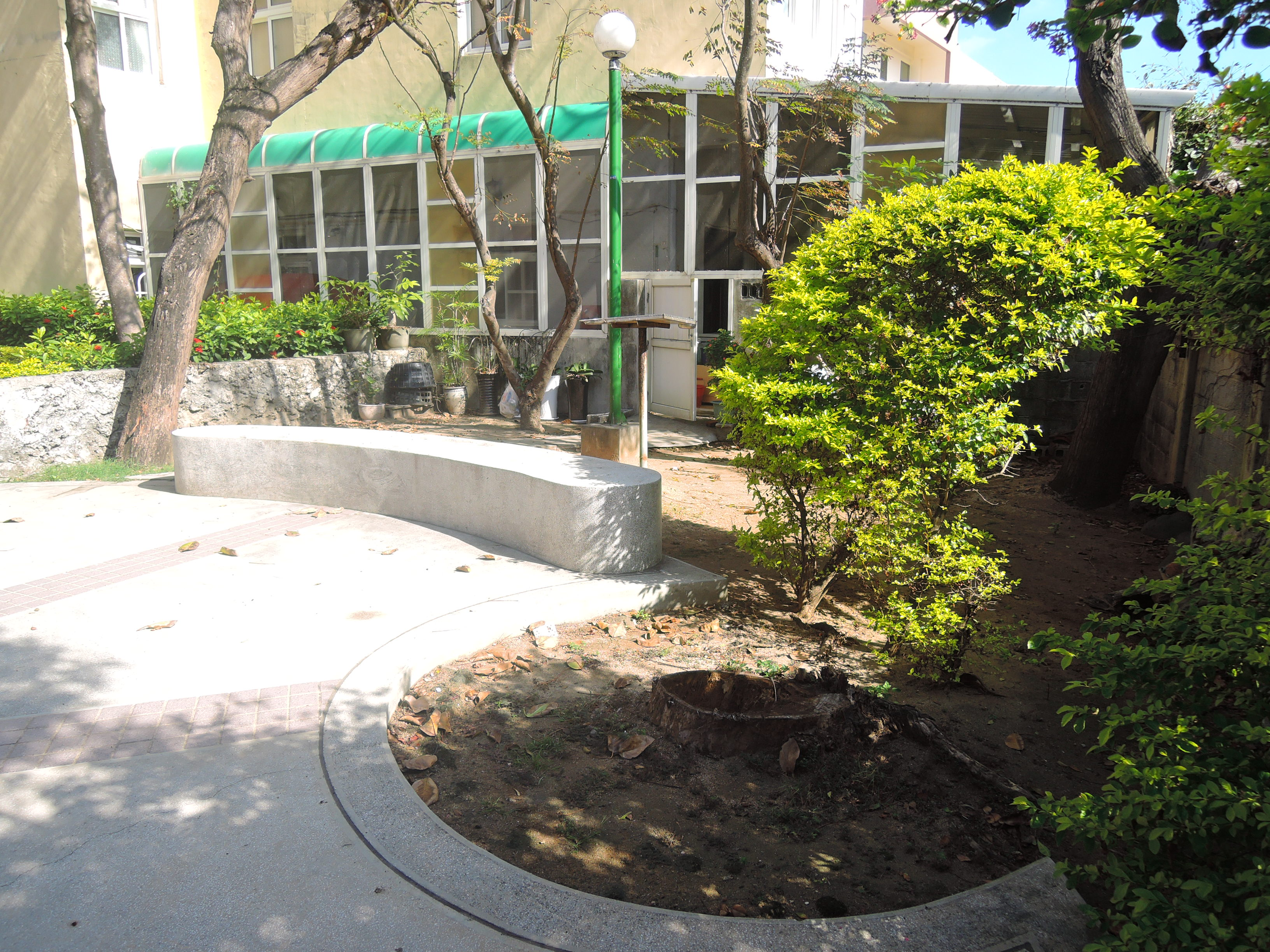
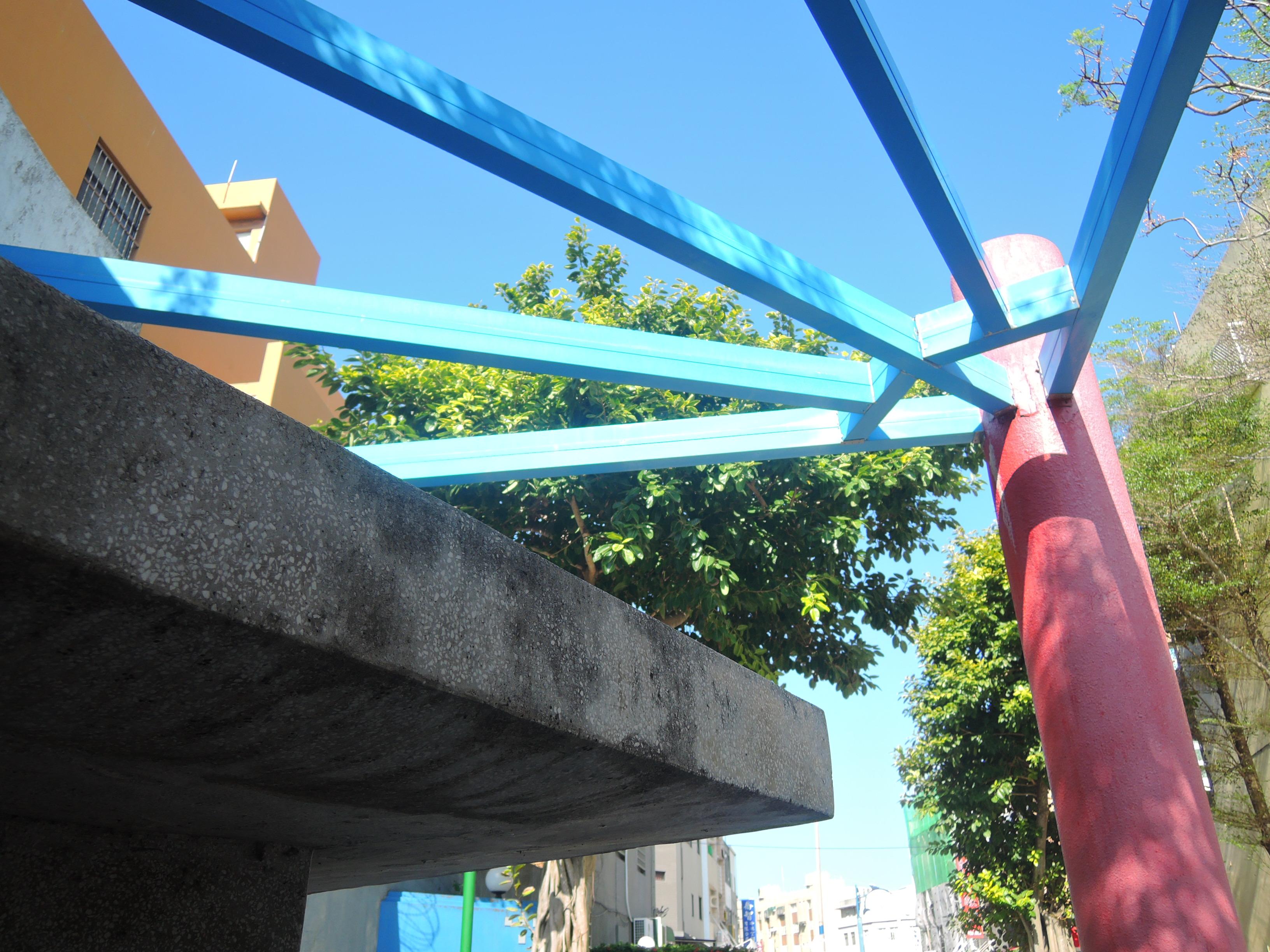
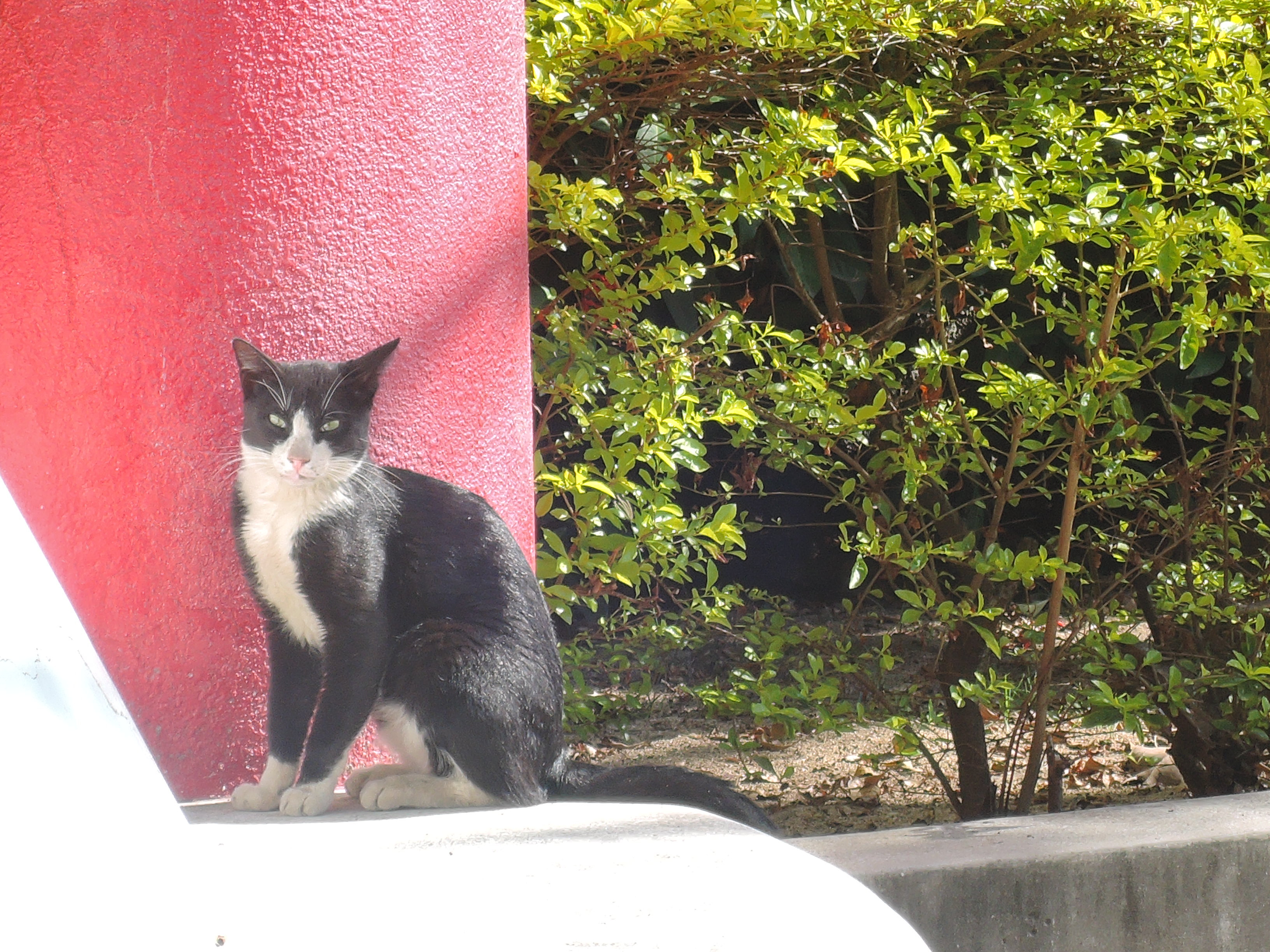
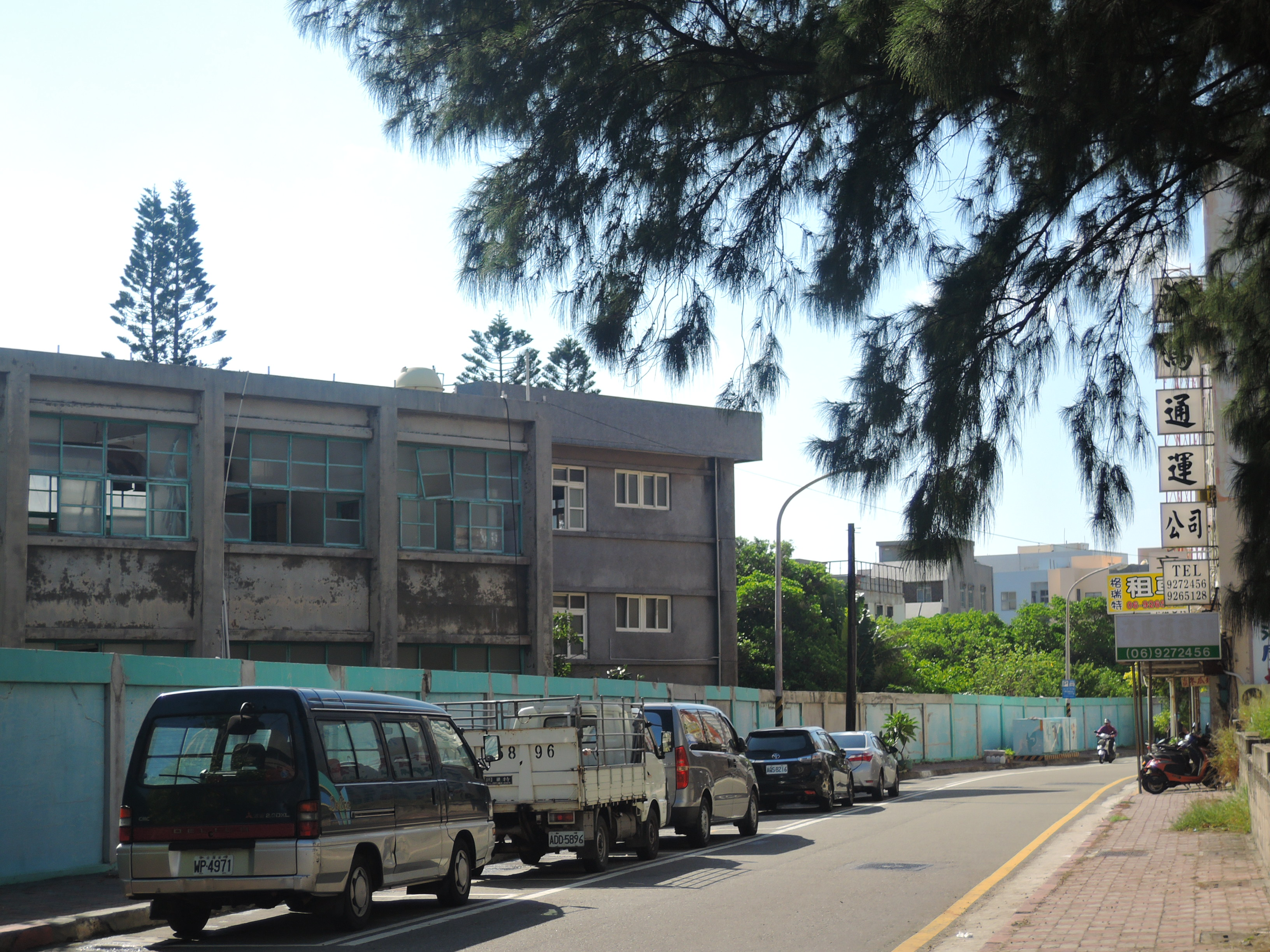
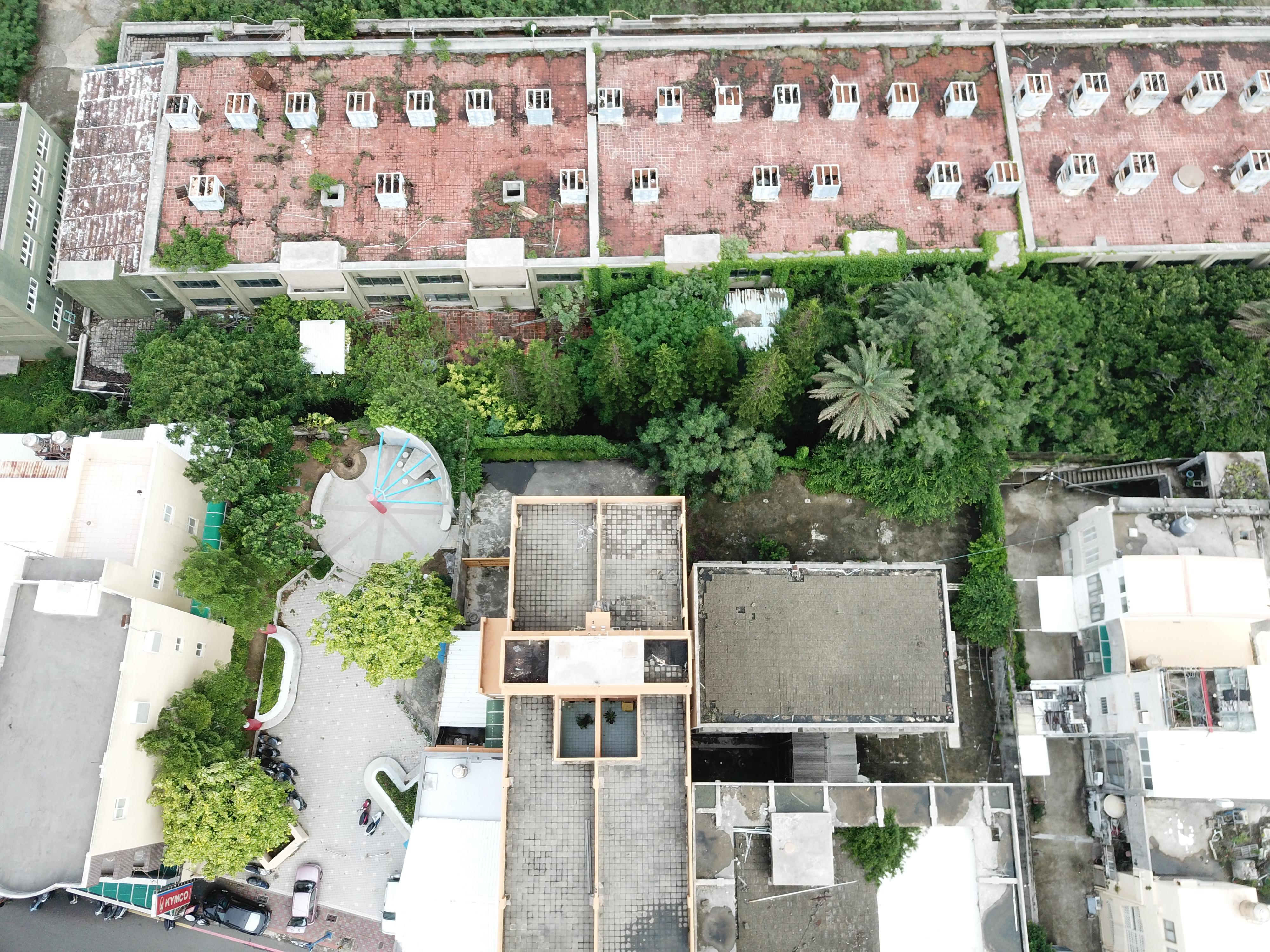

## 圖輯

### 2020年

澎湖縣政府：「開闢連通新村路－隆貴公園－海埔路車行道路案」
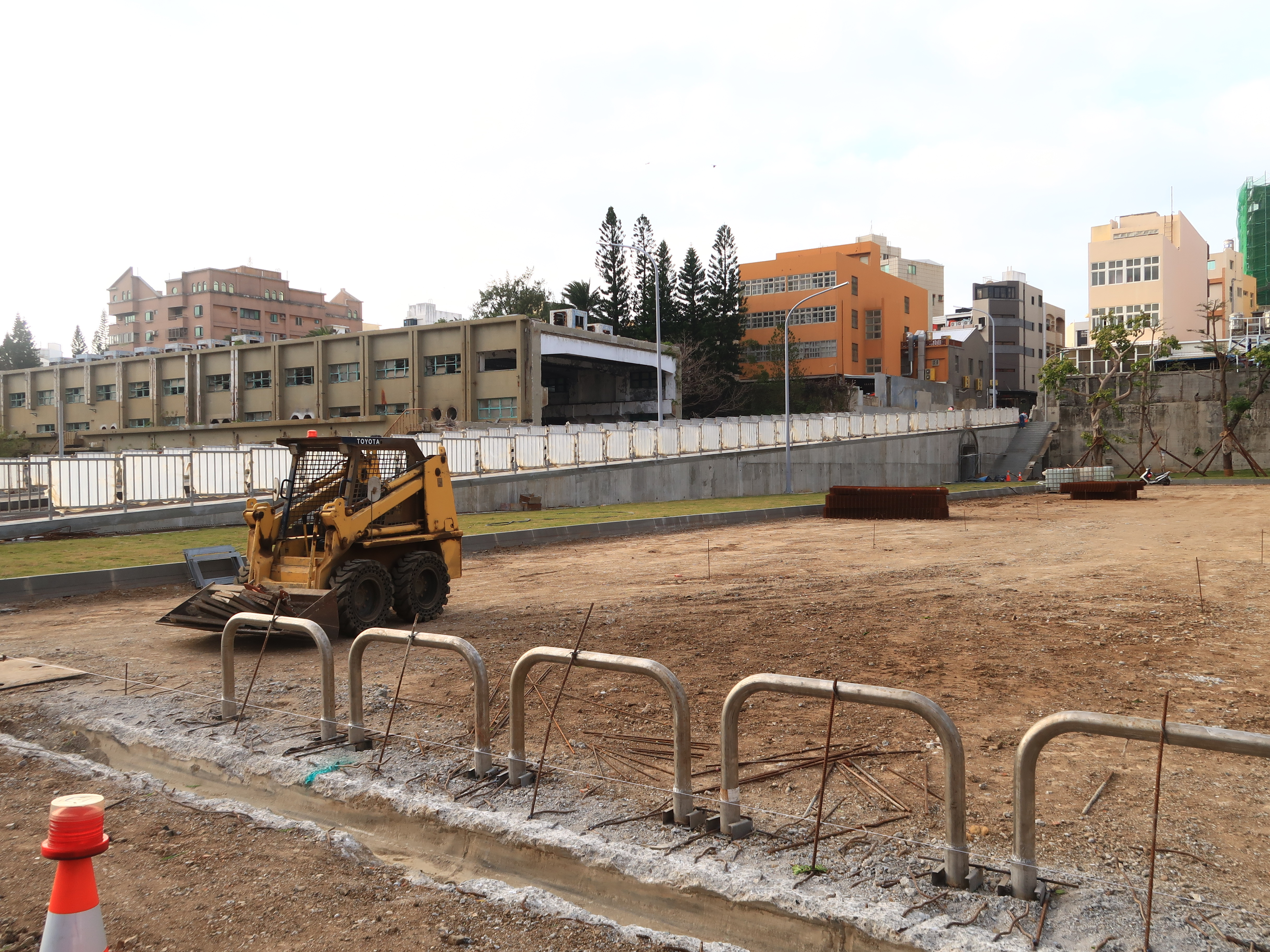
新闢新村路
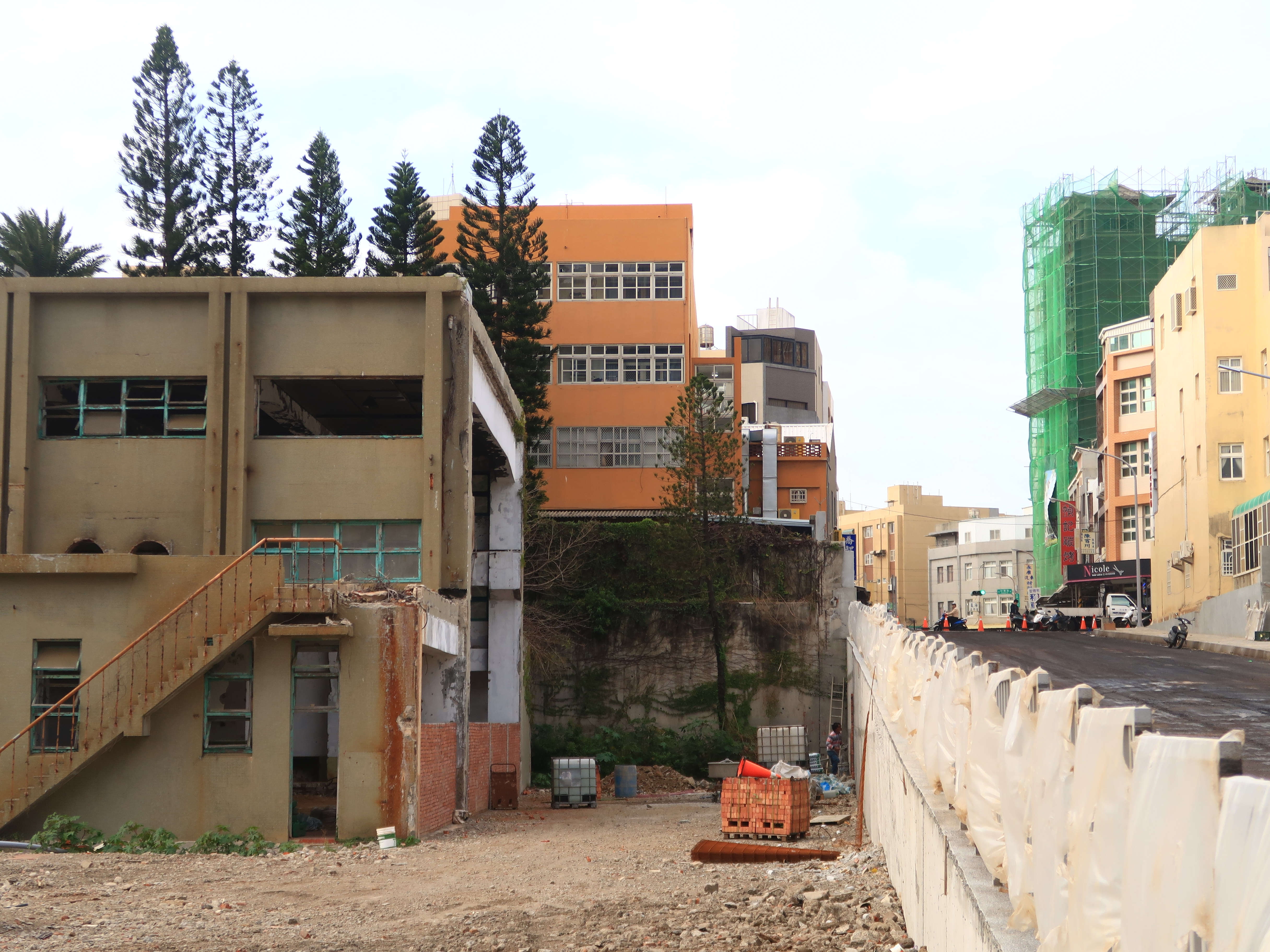
新村路與台電舊廠區
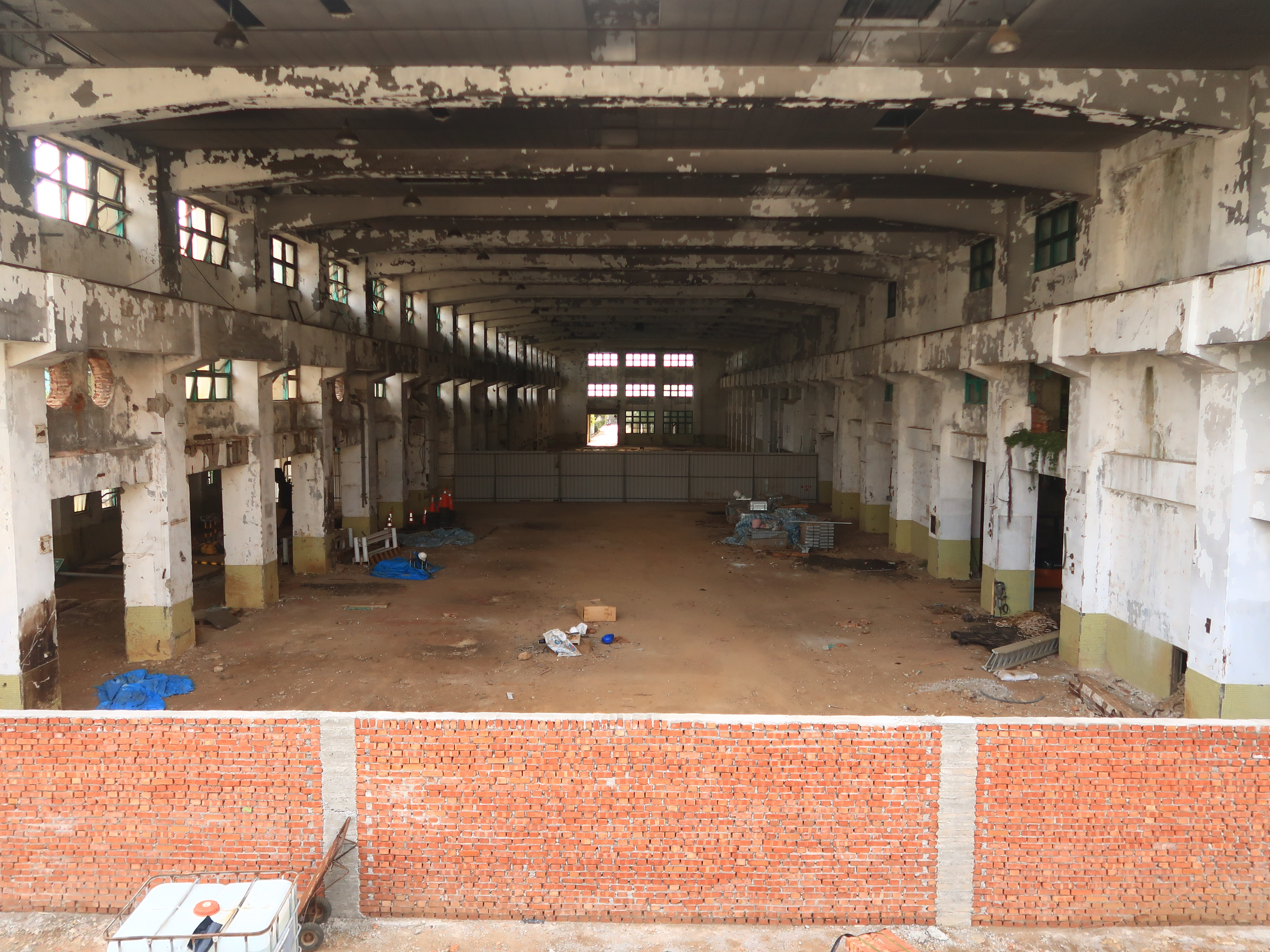
台電廠房（攝於2020年）
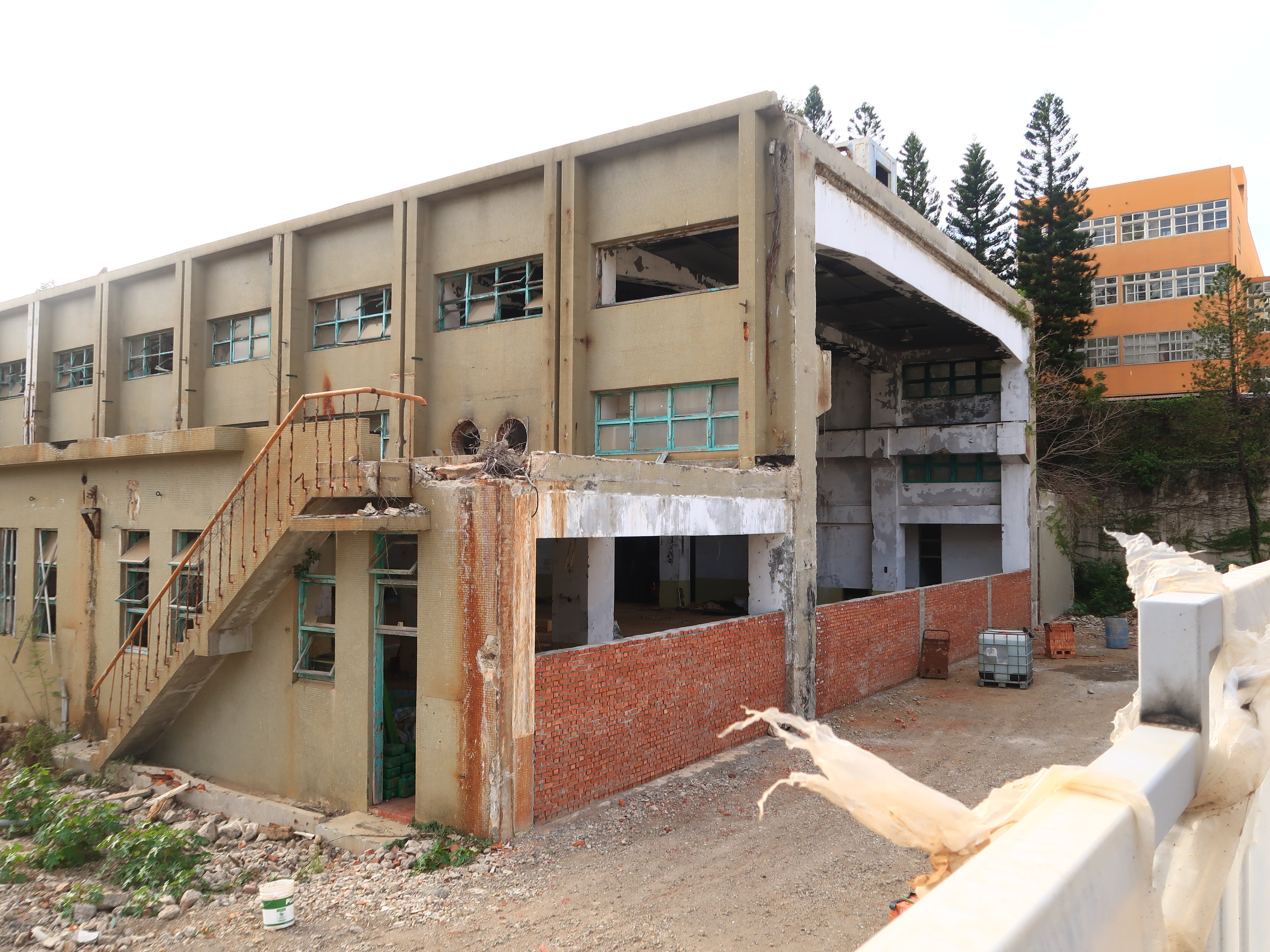
台電廠房（攝於2020年）
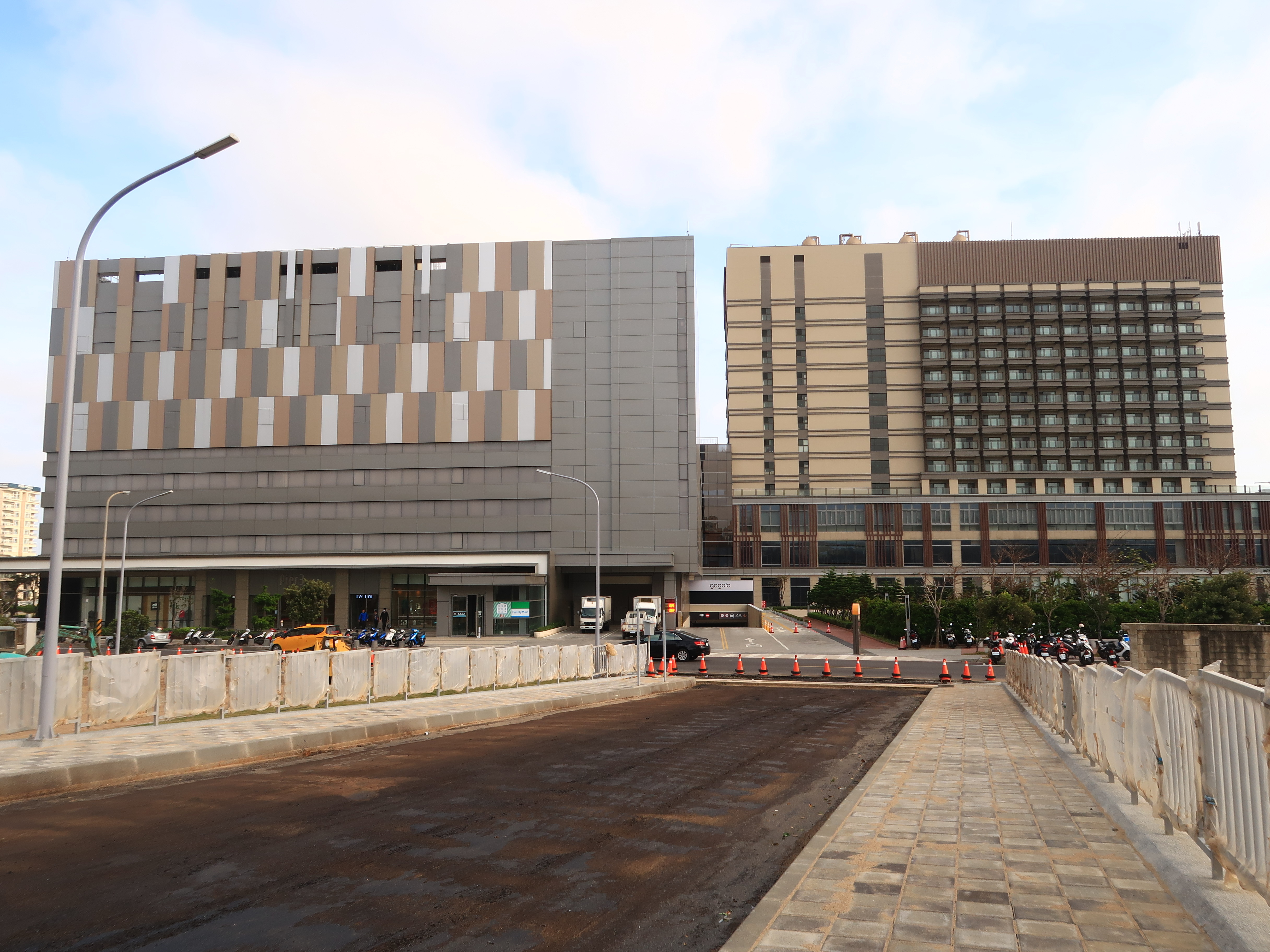
昇恆昌三號港（免稅商店）

## 碑文

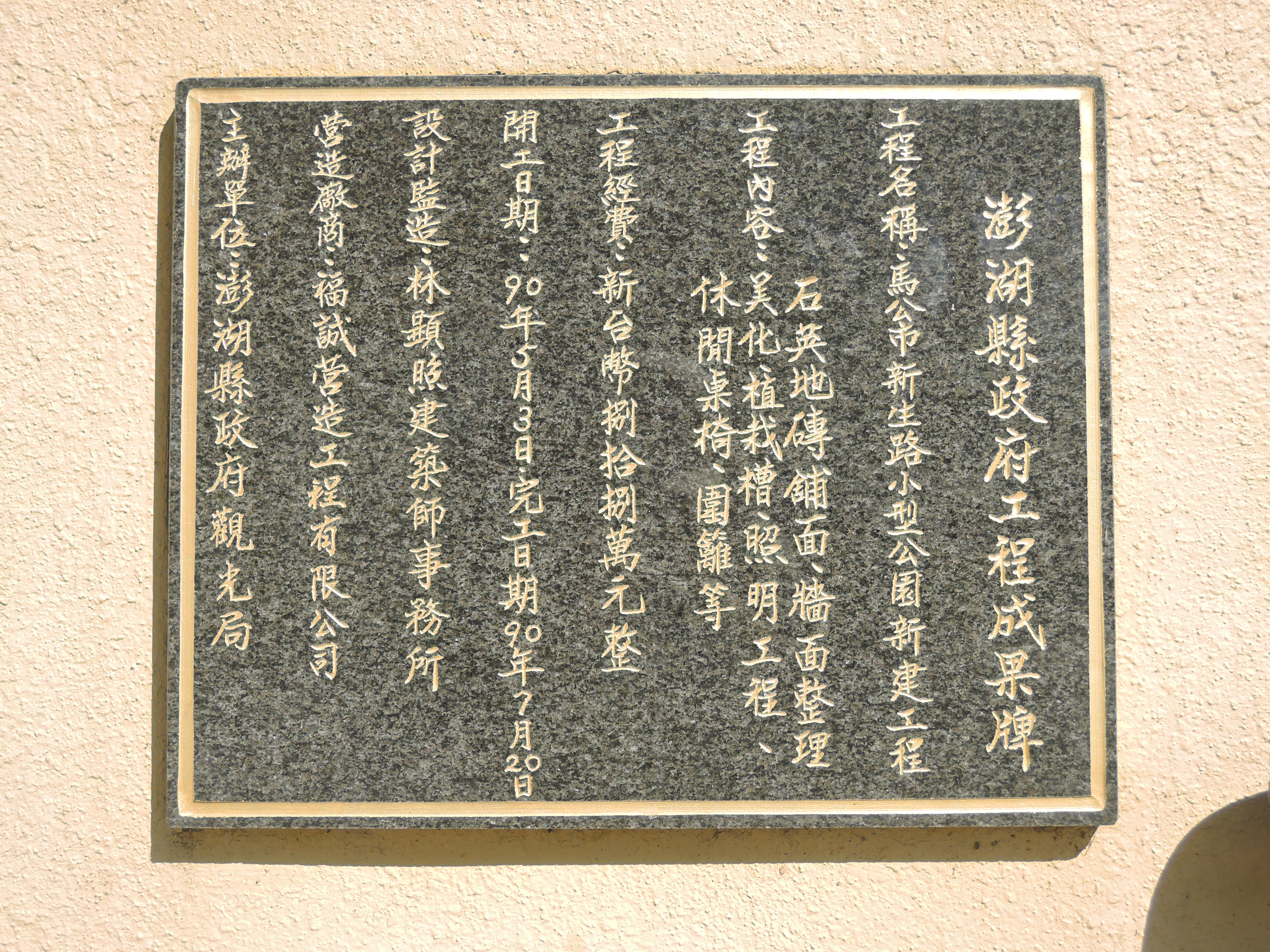
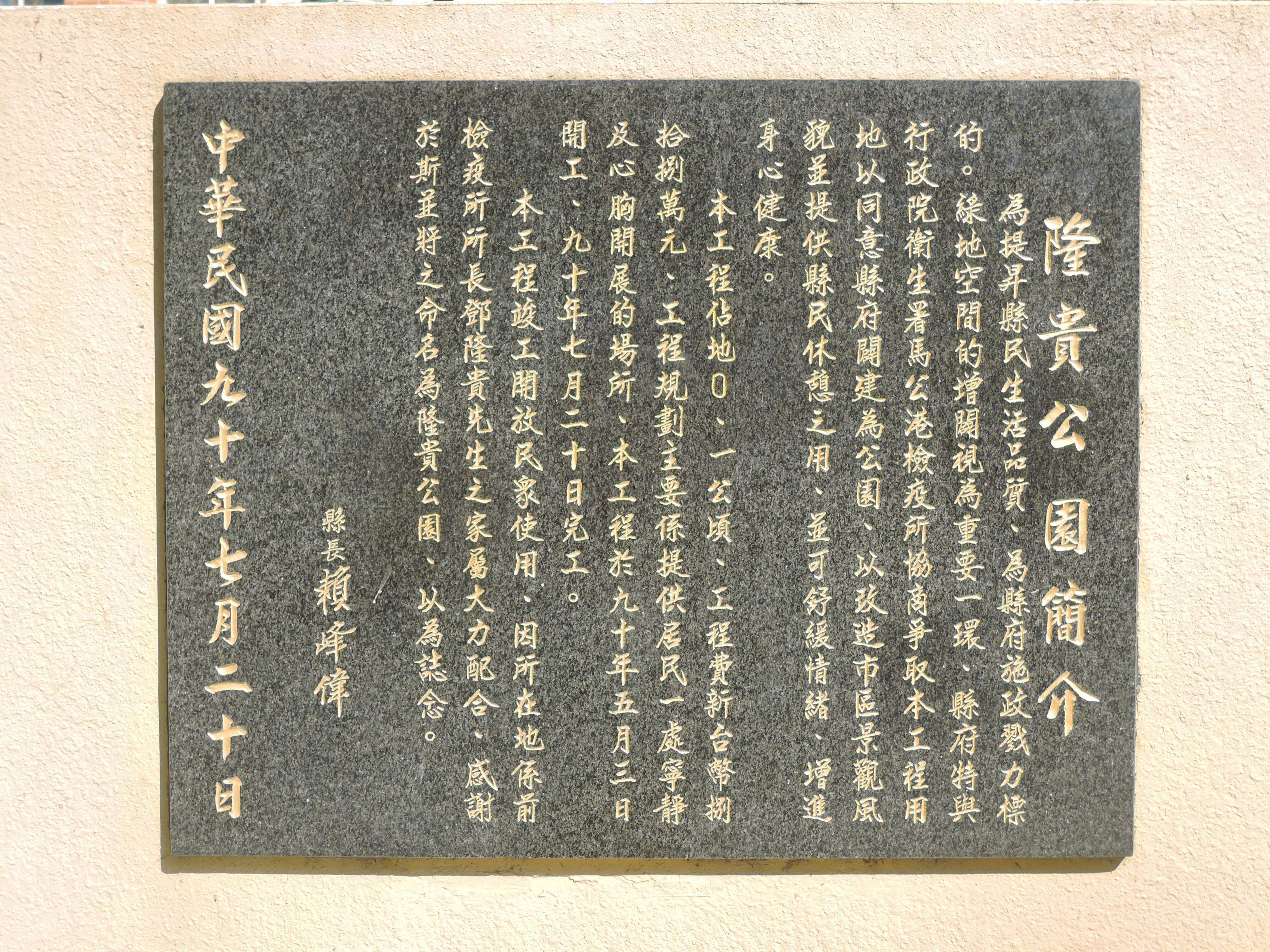

## 外部連結
- 隆貴公園的Facebook專頁
- 澎湖縣政府建設處－城鄉發展科 （页面存档备份，存于）